# Gonaïves
Koordinaten: 19° 27′ N, 72° 41′ W

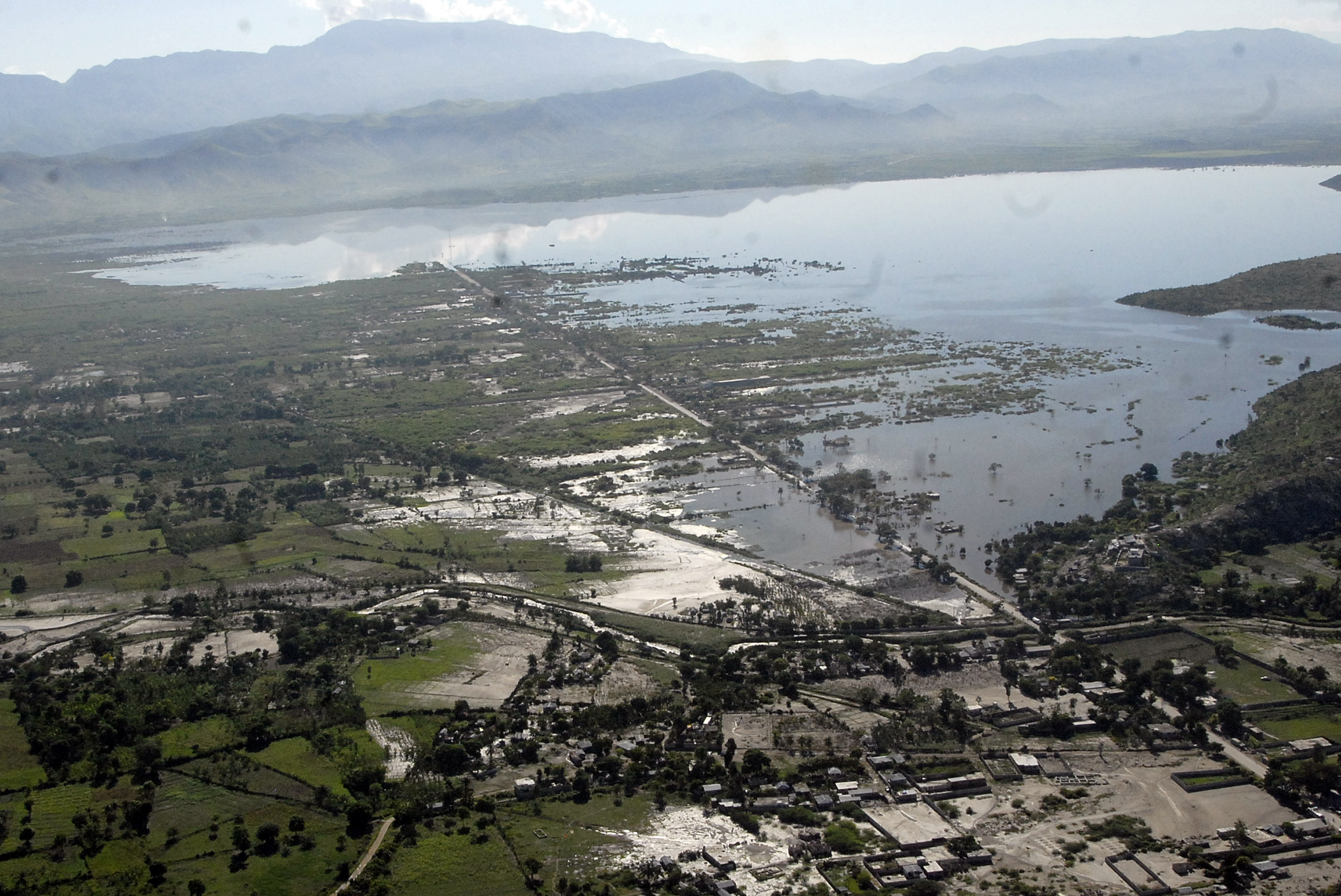
Gonaïves

Gonaïves (Haitianisch-Kreolisch Gonayiv) ist eine Stadt und der Hauptort im Département Artibonite im Norden von Haiti. In Gonaïves lebten 2015 rund 350.000 Einwohner; sie ist die größte Stadt des Landes außerhalb der Hauptstadtregion. Die Stadt ist Sitz des Bistums Les Gonaïves.

## Geschichte
In Gonaïves rief Jean-Jacques Dessalines am 1. Januar 1804 die Unabhängigkeit Haitis aus. Im 19. Jahrhundert war sie mehrmals Sitz republikanischer Gegenregierungen.
Während der Zeit der Militärdiktatur von 1991 bis 1994 war Gonaïves Schauplatz von Plünderungen, Gewalt und Morden durch die Forces Armées d’Haïti und Paramilitärs, da die Stadt ein Zentrum des Widerstandes war. Am 5. Februar 2004 wurde die Stadt von der Rebellengruppe Front pour la Reconstruction Nationale (FRN) eingenommen. Die Aktion bedeutete einen großen Schritt beim Aufstand gegen den Präsidenten Jean-Bertrand Aristide, der mit dessen Sturz am 29. Februar 2004 endete.
Im September 2004 verursachte die atlantische Hurrikansaison 2004 große Überschwemmungen und Schlammlawinen in der Stadt, die zum Tod von bis zu 3.000 Menschen (1.650 Tote wurden bestätigt) führten. Praktisch jedes Gebäude wurde durch den Sturm beschädigt, viele Menschen wurden obdachlos. Am 1. September schnitt der Hurrikan Hanna Gonaïves fast vollständig von der Außenwelt ab. In der Stadt gab es über 80 Tote.
Im Jahre 2010 wurden Soeur Vincenzina Dallai und Père Gérard Dorméville mit dem Prix Caritas für ihr Engagement an der Schule «La Sainte Famille» in Gonaïves ausgezeichnet, an der 1.300 Kinder aus dem Elendsviertel «Trou Sable» unterrichtet werden. Ihr Wunsch nach Musikinstrumenten löste einer Welle der Hilfsbereitschaft aus, die zur Gründung der Musikschule «Ecole de Musique Nick Contorno des Gonaïves» führte (Gemeinnütziger Verein «Musical Haiti»).

## Söhne und Töchter der Stadt
- Friedrich Buch (1906–1992), deutscher Kommunalpolitiker und Diplomat
- Jacques Stephen Alexis (1922–1961), Erzähler, Dichter und politischer Aktivist
- Frantz Colimon (1934–2022), Bischof von Port-de-Paix
- Gérard Latortue (1934–2023), Politiker und Ministerpräsident
- Marie-Denise Fabien Jean-Louis (* 1944), Ärztin und Regierungsbeamtin
- Jacques-Édouard Alexis (* 1947), Politiker, Premierminister von Haiti
- Simon-Pierre Saint-Hillien (1951–2015), Bischof von Hinche
- Joachim Alcine (* 1976), kanadischer Boxer
- Marc-Donald Fenelus (* 1991), britischer Fußballspieler der Turks- und Caicosinseln
- Thélyson Orélien (* 1988), haitianisch-kanadischer Schriftsteller und Journalist
- Wadeline Jonathas (* 1998), US-amerikanische Sprinterin